# Winthemia militaris
Winthemia militaris är en tvåvingeart som först beskrevs av Walsh 1861.  Winthemia militaris ingår i släktet Winthemia och familjen parasitflugor.
Artens utbredningsområde är Illinois. Inga underarter finns listade i Catalogue of Life.